# Eliza Buceschi
Eliza Iulia Buceschi (n. 1 august 1993, Baia Mare, România) este o handbalistă română care joacă pentru clubul CS Rapid București și fostă componentă a echipei naționale a României în perioada 2011-2024. Ea este fiica antrenorului Costică Buceschi și a fostei jucătoare a naționalei României Carmen Buceschi.

## Biografie
Eliza Buceschi a început să joace handbal în 2005, la vârsta de 12 ani. A rămas la handbal, după ce a mai practicat înotul, tenisul și voleiul. Primul ei club a fost Extrem Baia Mare iar primul ei antrenor de handbal a fost Camelia Silinc. A devenit vicecampioană națională la junioare II și a cucerit bronzul la junioare I, în 2010. La turneul final al junioarelor I, in 2011 a primit premiul pentru cea mai bună jucătoare. În 2009, 2010 și 2011, a fost desemnată cel mai bun sportiv a clubului Extrem. Eliza Buceschi a fost prima dată convocată la lotul național, în 2005, la echipa de cadete a României. În 2006 este convocată la naționala de junioare, cu care a participat prima oară la o competitie oficială în 2007. De asemenea, participă cu naționala de junioare la Campionatul European de Junioare ediția 2009 din Serbia. România a ocupat locul zece, iar Buceschi a fost cea mai bună marcatoare a echipei cu 51 de goluri. Începând cu anul 2009, a fost convocată la naționala de tineret a României. Alături de naționala de tineret, Buceschi a participat la Campionatul European de Tineret ediția 2011 din Olanda, unde România se va clasa pe locul șase, fiind golghetera selecționatei cu 55 de goluri marcate. În 2012 face parte din selecționata României la Campionatul Mondial de Tineret Cehia 2012, unde a terminat a cincea marcatoare, cu 58 de goluri.
Anul 2009 marchează debutul ei pentru echipa de senioare HCM Baia Mare, în cadrul turneului amical, Trofeul Maramureș ediția a VII-a. Începând cu sezonul 2010-2011 a Ligii Naționale va evolua, cu dublă legitimare, pentru CS Extrem și HCM Baia Mare, primul meci al Elizei în Liga Națională fiind și meciul de retragere al mamei sale, Carmen Buceschi.  A debutat în echipei naționale de senioare a României, pe 19 octombrie 2011,
împotriva Portugaliei, înscriind 4 goluri. Împreună cu naționala participă la Campionatul Mondial din 2011, desfășurat în Brazilia. Și tot în 2011, în superlativele Federației Române de Handbal, Eliza Buceschi a fost aleasă speranța handbalului feminin românesc, iar în clasamentul celor mai bune jucătoare ale HCM Baia Mare a ocupat primul loc.. A fost cea mai bună marcatoare a Ligii Naționale de handbal feminin în sezonul 2011-2012, cu 114 de goluri înscrise, până când a fost obligată să efectueze o operație ca urmare a fracturii unuia din degetele de la mâna dreaptă, lucru care a făcut-o să rateze tot restul sezonului începând cu luna februarie. În vara anului 2012, la terminarea junioratului, Buceschi a semnat un contract pe trei sezoane cu Oltchim Râmnicu Vâlcea. Va reveni la clubul băimărean sub formă de împrumut. Alături de HCM Baia Mare, în sezonul 2012-2013, Buceschi a câștigat Cupa României, după o finală cu Corona Brașov. și a devenit vicecampioană națională. În urma disoluției clubului Oltchim Râmnicu Vâlcea, în vara anului 2013, Eliza Buceschi a devenit liberă de contract și s-a transferat la HCM Baia Mare. Argintul câștigat în ediția 2012-2013 a Ligii Naționale este urmat de Supercupa României 2013, câștigată în fața lui „U” Jolidon Cluj. Locul secund obținut în campionat îi rezervă 
echipei băimărene o participare, în premieră, la un turneu de calificare și șansa de a se califica în grupele Ligii Campionilor 2013-2014. La turneul organizat la Baia Mare, formația băimăreană, la care Buceschi contribuie cu 14 goluri, se califică în grupele Ligii Campionilor, după ce învinge două reprezentante ale handbalului danez, Viborg HK și Holstebro. Despre jucătoarele întâlnite, în Liga Campionilor, Eliza a declarat:
„Anita Görbicz m-a impresionat cel mai tare. Eu consider că este cea mai valoroasă și mai spectaculoasă jucătoare din Liga Campionilor.”
La Campionatul Mondial din 2013 din Serbia a făcut parte din selecționata României, care a ocupat locul zece. Câștigă în sezonul 2013-2014 campionatul, cupa și Supercupa României. Medalia de argint din sezonul 2014-2015 și o nouă Cupă a României, sunt urmate de un sfert de finală în Liga Campionilor 2014-2015. În 2015, se transferă la echipa Thüringer HC. Alături de formația germană câștigă titlul și va juca în grupele principale ale Ligii Campionilor ediția 2015-2016, ocazie cu care și-a înfruntat fosta echipă HCM Baia Mare. În decembrie 2015, a făcut parte din echipa României care a câștigat medalia de bronz la Campionatul Mondial desfășurat în Danemarca, învingând în finala mică Polonia cu scorul de 31-22, fiind cu 39 de goluri, a treia marcatoare a echipei. De asemenea, este  prezentă în lot la turneul de calificare la Jocurile Olimpice. Pentru prima oară în carieră, a participat cu naționala la Jocurile Olimpice. România a ratat calificarea în sferturile de finală, la capătul unui meci dramatic cu Norvegia, după un început de turneu cu două înfrângeri consecutive și în final a ocupat locul nouă.
După un an petrecut la Thüringer HC, în vara lui 2016, Buceschi s-a transferat la clubul danez FC Midtjylland, cu care a jucat, din nou, în Liga Campionilor.  Pe 1 decembrie 2016, clubul HC Dunărea Brăila, unde antrenor principal era chiar tatăl său, a anunțat transferul handbalistei, după ce aceasta își reziliase contractul cu FC Midtjylland. Urmează, în decembrie, EURO 2016 din Suedia, unde împreună cu selecționata României ocupă locul cinci. În sezonul 2016-2017, alături de formația brăileană, câștigă a treia medalie de argint. În mai 2017, Eliza și Costică Buceschi s-au transferat împreună la Corona Brașov, handbalista fiind și în trecut aproape de un transfer la echipa brasoveană. Împreună cu naționala a participat la Campionatul Mondial editia 2017 din Germania, unde România s-a clasat pe locul zece. De asemenea, participă la EURO 2018, unde România va ocupa locul patru, poziție care ii aduce calificarea directă la Campionatul Mondial din Japonia. Buceschi a fost cea mai bună marcatoare a naționalei cu 45 de goluri și a doua a campionatului. Referitor la rolul său la echipa națională, Eliza a declarat:
„Nu m-am gândit niciodată la mine ca un lider al echipei. Principalul meu scop este să mă bucur de handbal. Un lider nu înseamnă că trebuie să dai cele mai multe goluri, ci să vorbești permanent cu fetele, să stabilești legătura între ele, să afli cum se simt și ce își doresc. Eu mă simt foarte bine în “pătrățica” mea, sunt convinsă că am un rol important în economia jocului. Eu sper să cresc de la meci la meci.”
În vara anului 2019, Eliza Buceschi și-a prelungit contractul cu Corona Brașov, formație pentru care marcase până în acel moment peste 200 de goluri. În 2020, Buceschi s-a transferat la Rapid București. Eliza Buceschi și-a prelungit contractul cu Rapid București în februarie 2023 și decembrie 2023.
În 2024 Eliza Buceschi și-a anunțat retragerea de la echipa națională a României.

## Palmares
- Campionatul Mondial:
  -  Medalie de bronz: 2015

- Liga Campionilor:
  - Sfertfinalistă: 2015
  - Grupe principale: 2016
  - Grupe: 2014, 2017, 2024

- Cupa EHF:
  - Turul 3: 2020

- Liga Națională:
  -  Câștigătoare: 2014, 2022
  -  Medalie de argint: 2013, 2015, 2017, 2023, 2024

- Cupa României:
  -  Câștigătoare: 2013, 2014, 2015

- Supercupa României:
  -  Câștigătoare: 2013, 2014
  -  Medalie de argint: 2022, 2023

- Handball-Bundesliga Frauen
  -  Câștigătoare: 2016

- Campionatul Național de Junioare I
  -  Medalie de bronz: 2010

- Campionatul Național de Junioare II
  -  Medalie de argint: 2010

## Performanțe individuale
- A treia marcatoare la Campionatul European de Handbal Feminin pentru Junioare: 2009;[93][94]
- Cea mai bună jucătoare la Turneul final Junioare I, distincție acordată de Federația Română de Handbal: 2011;[5]
- Cea mai bună jucătoare la Turneul final Junioare II, distincție acordată de Federația Română de Handbal: 2011;[5]
- Speranța anului 2011, distincție acordată de Federația Română de Handbal: 2011;[24][26]
- Jucătoarea anului la HCM Baia Mare: 2011;[95]
- A treia marcatoare la Campionatul European de Handbal Feminin pentru Tineret: 2011;[13][12]
- A cincea marcatoare la Campionatul Mondial de Handbal Feminin pentru Tineret: 2012;[14][16]
- Cea mai bună tânără handbalistă în Liga Campionilor: 2014-2015;[96][97]
- Inclusă în echipa ideală sub 22 de ani (Rookies/Best Young Players All-Star Team) a Campionatului Mondial ca cel mai bun coordonator de joc: 2015;[98]
- Nominalizată printre cele mai bune cinci handbaliste sub 22 de ani din Liga Campionilor: 2015-2016;[99][100]
- A doua marcatoare la Campionatul European: 2018;[101]
- A treia marcatoare la Campionatul Mondial: 2023;[102]

## Statistică goluri și pase de gol
Conform Federației Române de Handbal, Federației Europene de Handbal și Federației Internaționale de Handbal:
| Sezon              | Echipă | Goluri |
| ------------------ | ------ | ------ |
|                    |        |        |
| 2010-11            |        |        |
| HCM Baia Mare      | 67     |        |
|                    |        |        |
| 2011-12            |        |        |
| HCM Baia Mare      | 114    |        |
|                    |        |        |
| 2012-13            |        |        |
| HCM Baia Mare      | 104    |        |
|                    |        |        |
| 2013-14            |        |        |
| HCM Baia Mare      | 103    |        |
|                    |        |        |
| 2014-15            |        |        |
| HCM Baia Mare      | 101    |        |
|                    |        |        |
| 2016-17            |        |        |
| HC Dunărea Brăila  | 56     |        |
|                    |        |        |
| 2017-18            |        |        |
| Corona Brașov      | 122    |        |
|                    |        |        |
| 2018-19            |        |        |
| Corona Brașov      | 91     |        |
|                    |        |        |
| 2019-20            |        |        |
| Corona Brașov      | 20✳✳   |        |
|                    |        |        |
| 2020-21            |        |        |
| CS Rapid București | 164    |        |
|                    |        |        |
| 2021-22            |        |        |
| CS Rapid București | 87     |        |
|                    |        |        |
| 2022-23            |        |        |
| CS Rapid București | 100    |        |
|                    |        |        |
| 2023-24            |        |        |
| CS Rapid București | 35     |        |

| Sezon              | Echipă | Goluri |
| ------------------ | ------ | ------ |
|                    |        |        |
| 2012-13            |        |        |
| HCM Baia Mare      | 22     |        |
|                    |        |        |
| 2013-14            |        |        |
| HCM Baia Mare      | 15     |        |
|                    |        |        |
| 2014-15            |        |        |
| HCM Baia Mare      | 16     |        |
|                    |        |        |
| 2016-17            |        |        |
| HC Dunărea Brăila  | 3      |        |
|                    |        |        |
| 2017-18            |        |        |
| Corona Brașov      | 7      |        |
|                    |        |        |
| 2018-19            |        |        |
| Corona Brașov      | 2      |        |
|                    |        |        |
| 2020-21            |        |        |
| CS Rapid București | 9      |        |
|                    |        |        |
| 2021-22            |        |        |
| CS Rapid București | 20     |        |
|                    |        |        |
| 2022-23            |        |        |
| CS Rapid București | 4      |        |
|                    |        |        |
| 2023-24            |        |        |
| CS Rapid București | -      |        |

| Sezon              | Echipă | Goluri |
| ------------------ | ------ | ------ |
|                    |        |        |
| 2012-13            |        |        |
| HCM Baia Mare      | -      |        |
|                    |        |        |
| 2013-14            |        |        |
| HCM Baia Mare      | 6      |        |
|                    |        |        |
| 2021-22            |        |        |
| CS Rapid București | 4      |        |
|                    |        |        |
| 2022-23            |        |        |
| CS Rapid București | 5      |        |
|                    |        |        |
| 2023-24            |        |        |
| CS Rapid București | 1      |        |

| Ediția           | Echipă | Goluri | Pase de gol |
| ---------------- | ------ | ------ | ----------- |
|                  |        |        |             |
| Serbia 2009      |        |        |             |
| România junioare | 51     | 16     |             |

| Ediția          | Echipă | Goluri | Pase de gol |
| --------------- | ------ | ------ | ----------- |
|                 |        |        |             |
| Olanda 2011     |        |        |             |
| România tineret | 55     | 10     |             |

| Ediția          | Echipă | Goluri | Pase de gol |
| --------------- | ------ | ------ | ----------- |
|                 |        |        |             |
| Cehia 2012      |        |        |             |
| România tineret | 58     | 6      |             |

| Ediția                                 | Echipă | Goluri | Pase de gol |
| -------------------------------------- | ------ | ------ | ----------- |
|                                        |        |        |             |
| Suedia 2016                            |        |        |             |
| România                                | 27     | 6      |             |
|                                        |        |        |             |
| Franța 2018                            |        |        |             |
| România                                | 45     | 8      |             |
|                                        |        |        |             |
| Danemarca 2020                         |        |        |             |
| România                                | 17     | 9      |             |
|                                        |        |        |             |
| Slovenia, Macedonia și Muntenegru 2022 |        |        |             |
| România                                | 20     | 14     |             |

| Ediția                             | Echipă | Goluri | Pase de gol |
| ---------------------------------- | ------ | ------ | ----------- |
|                                    |        |        |             |
| Brazilia 2011                      |        |        |             |
| România                            | -✳     | -✳     |             |
|                                    |        |        |             |
| Sebia 2013                         |        |        |             |
| România                            | 12     | 2      |             |
|                                    |        |        |             |
| Danemarca 2015                     |        |        |             |
| România                            | 30     | 24     |             |
|                                    |        |        |             |
| Germania 2017                      |        |        |             |
| România                            | 15     | 9      |             |
|                                    |        |        |             |
| Danemarca, Norvegia și Suedia 2023 |        |        |             |
| România                            | 47     | 13     |             |

| Ediția              | Echipă | Goluri | Pase de gol |
| ------------------- | ------ | ------ | ----------- |
|                     |        |        |             |
| Rio de Janeiro 2016 |        |        |             |
| România             | 7      | 9      |             |

| Sezon              | Echipă | Goluri |
| ------------------ | ------ | ------ |
|                    |        |        |
| 2013-14            |        |        |
| HCM Baia Mare      | 20     |        |
|                    |        |        |
| 2014-15            |        |        |
| HCM Baia Mare      | 45     |        |
|                    |        |        |
| 2015-16            |        |        |
| Thüringer HC       | 58     |        |
|                    |        |        |
| 2016-17            |        |        |
| FC Midtjylland     | 5      |        |
|                    |        |        |
| 2022-23            |        |        |
| CS Rapid București | 70     |        |
|                    |        |        |
| 2023-24            |        |        |
| CS Rapid București | 21     |        |

| Sezon         | Echipă | Goluri |
| ------------- | ------ | ------ |
|               |        |        |
| 2019-20       |        |        |
| Corona Brașov | 13     |        |

✳ Rezervă neutlizată.
✳✳ Corona Brașov a fost retrogradată din campionat după etapa a XI-a din sezonul 2019-2020, iar rezultatele din meciurile susținute de Corona Brașov au fost anulate. 